# Oriové
Oriové je fiktivní rasa v americko-kanadském sci-fi seriálu Hvězdná brána. Oriové jsou skupina povznesených bytostí, kteří však na rozdíl od Antiků užívají vyspělé technologie a znalosti k tomu, aby ospravedlnili uctívání sebe samých jako bohů. 
V seriálu se objevují v epizodě Počátek deváté řady, ve které nahradili Goa'uldy jako hlavní protivníky SG-1. Zatímco Goa'uldi užívají své vyspělé technologie k tomu, aby byli uctíváni jako bohové, Oriové využívají jak nadpřirozených schopností povznesených bytostí, tak i velmi vyspělé technologie. Jako povznesené bytosti existují na vyšší úrovni existence s mocí a znalostmi a pochopením vesmíru.
Oriové vymysleli náboženství Počátek, kterým manipulují lidmi, z jejichž víry získávají moc. Jejich konečným úmyslem je zničit Antiky, jelikož Antikové věří v opačnou filosofii. Oriové hlásají, že nevěřící mají být zničeni, a nabízejí svým stoupencům osvícení, jež však nemají v úmyslu naplnit. Víra v Orie dává Oriům moc (energii) získanou vzdáním se svobodné vůle věřících. Slib povznesení v Počátku je lež, jelikož Oriové nechtějí sdílet moc získanou z víry svých věřících.

## Mytologie Oriů a Antiků
Oriové nesouhlasí s politikou Antiků nezasahování do nižších sfér. Považují se za bohy, což ospravedlňují tím, že jsou stvořiteli lidské rasy jakož svým povzesením. Antikové věří ve svobodnou vůli. Nezasahují do nižších sfér, i když pro ně Oriové představují hrozbu. Podle Oriů je nesdílení znalostí vesmíru zlo a ti, kteří nenásledují Orie v jejich víře (Antikové), musí být zničeni. 
Tyto rozdíly názorů nejsou bez příčiny. Podle Orlina mohou být povznesené bytosti posilovány z nižších sfér lidmi, kteří je uctívají. To vedlo Antiky k ustavení pravidel, aby se vyhnuli podobnému zkažení. Antikové také skryli druhou evoluci lidského druhu v Mléčné dráze před Orii a brání Oriům používat jejich moc v Mléčné dráze. Přesto Antikové nebudou zasahovat proti jejich stoupencům, šířícím Počátek.

## Historie
Adria vysvětlila Danielovi, že válka mezi Antiky a Orii je ospravedlněna a odůvodněna tím, že Antikové nebudou tolerovat nic a nikoho, kdo se neřídí jejich pravidly. Podle Adrie by Antikové Orie zničili, pokud by Oriové nezískávali moc prostřednictvím svých věřících.

### Rozdělení Alteranů
Před mnoha miliony let Oriové a Antikové žili v jedné společnosti a směřovali k evolučnímu povznesení.
Filosofické rozpory mezi nimi je však rozdělily na dvě frakce, které si oponovaly. Oriové se stali fanatickými ve své náboženské víře, kdežto Antikové „věřili“ ve vědu. Oriové se nakonec pokusili Alterany zničit. Aby se Antikové vyhnuli občanské válce, rozhodli se opustit galaxii a nakonec se usadili ve Mléčné dráze. Obě skupiny však přesto zůstaly nadále znepřátelené. Oriové mohli být podle Daniela Jacksona zodpovědni za pandémii, jež v Mléčné dráze postihla Antiky. Nakonec se Antikové a Oriové povznesli a vytvořili znepřátelené skupiny. Podle Orlina je konečným úmyslem Oriů zničit Antiky.

### Nový věk Oriů
První kontakt s Orii navázali Daniel Jackson a Vala Mal Doran pomocí komunikačního zařízení Antiků. Tím však na Mléčnou dráhu obrátili pozornost Oriů. Oriové se rozhodli šířit Počátek do naší galaxie a vyhlásili k tomu účelu křížovou výpravu. Vyslali do Mléčné dráhy převory, fanatické misionáře, pomocí Hvězdných bran. Začali stavět lodě a cvičit vojsko ke křížové výpravě proti nevěřícím v Mléčné dráze. Nejprve vyslali převory na jednotlivé planety s cílem přesvědčit nevěřící. Pokud však obyvatelé odmítli, byli (nebo mají být) zničeni. Poté se Oriové pokusili o vojenskou invazi do Mléčné dráhy pomocí Superbrány, během tohoto pokusu zničili Jaffskou planetu Kalana, jež byla přeměněna v singularitu a zhroutila se do černé díry. Tento útok byl odražen, když Vala narušila silové pole superbrány, a tim ji zničila.
Oriové se poté pokusili zkonvertovat Jaffy k Počátku. Učinili Jaffu Geraka převorem, ten se však vzepřel jejich vůli a na Zemi vyléčil nemocné převorskou nákazou v SGC. Na planetě Tegalus převor přesvědčil Protektorát Rand, aby přestoupil k Počátku, což však vedlo k válce na planetě a také k zničení pozemské lodi Prométhea.
Vala v Orijské galaxii zjistila, že Oriové připravují lodě ke křížové výpravě. Kontaktovala SGC a varovala Zemi před druhou superbránou. Daniel Jackson a Samantha Carterová zjistili, že povznesený Antik Merlin pokládal Orie za hrozbu pro Antiky a lidstvo v Mléčné dráze a rozhodl se povznést a vyvinout sangraal, zbraň schopnou zničit povznesené bytosti. Později Daniel a Cameron Mitchell zjistili, že sangraal není na Camelotu a že Artuš a jeho rytíři se jej vydali hledat už dávno. Mezitím Jaffové objevili druhou superbránu. Ani kombinovaná palba jejich lodí nedokázala superbránu zničit. Samantha Carterová se spolu s Kvazirem pokusila spustit superbránu na jejich konci a zablokovat ji, což se však nepodařilo.
Oriové otevřeli bránu a tou prošly čtyři válečné lodě. V následující bitvě porazili spojenou flotilu Tau'ri, Tokrů, Asgardů, svobodných Jaffů a Luciánské aliance. Koroljov byl zničen a Odysea byla vážně poškozena. Během bitvy Vala porodila Adriu. Podle Orijského plánu měla být Mléčná dráha dobyta během jednoho roku.
Aby zabránili Oriům vyslat další posily superbránou, SG-1 odletěla na Odysey do galaxie Pegasu s plánem otevřít bránu v Pegasu a využít přeskoku z Hvězdné brány na Superbránu. Důsledkem bylo také zničení jedné Wraithské lodi a jedné Orijské lodi. Daniel Jackson a Vala Mal Doran se na Atlantis setkali s Morganou le Fay, tu však ostatní zastavili.
Svobodní Jaffové se rozhodli použít zbraň na Dakaře proti vojskům Oriů, čímž zničili posádku orijských lidí. Adria však útok Jaffů díky osobnímu štítu přežila, Dakaru dobyla a zbraň zničila. Ve snaze zastavit Orie, začal tým SG-1 hledat Merlinovu zbraň. Při hledání narazili na Adriu a Ba'ala. Adria jim pomohla Merlinovu zbraň najít. Poté, co překonali několik testů, byla SG-1 transportována na jinou planetu, kde byl Merlin uvězněn ve stázi, do které ho uložila Morgana le Fay. Věděla, že sangraal je hrozbou a Antikové by ho zničili, proto ponechala na živu jediného člověka, který byl schopen zbraň schopnou neutralizovat povznesené bytosti vyrobit, aby mohla být později znovu vyrobena a použita proti Oriům.
Adria užívající znalostí Oriů však tým dohnala a v souboji přemohla Daniela. Daniel, předstírající, že ho zkonvertovala k Počátku dokončil sangraal, a s pomocí týmu SG-1 poslal aktivovanou zbraň na orijské lodi do orijské galaxie. Zda byli Oriové skutečně zničeni, zůstalo nejasné.
Poté, co se Adria vrátila, přišla Vala Mal Doran s nápadem zajmout Adriu a ukončit válku. Vala byla použita jako návnada. Plán však nevyšel, jelikož se objevil Ba'al. Transportoval Adriu na svou loď a implantoval symbionta (svůj klon). SG-1 se poté s pomocí Odysey na Ba'alovu lod transportovala, Ba'ala zabila a vzala Adriu na Odyseu. Tok'rové se pokusili symbionta vyjmout, ale Ba'al vypustil nervový jed, který by Adriu zabil. Při pokusu ji další dávkou usmrtit se však Adria probrala a uzavřela se v místnosti. Nakonec se povznesla, nechávajíc Orijskou armádu bez vrchního velitele.
V epizodě Bez konce předali Asgardé své znalosti a technologie Tau'ri, Páté rase. Odysea použila asgardské zbraně a v bitvě zničila dvě nepřátelské lodě. Tau'ri je nyní největší hrozbou pro Orie.
Ve filmu Hvězdná brána: Archa pravdy Adria potvrdí, že Oriové byli Merlinovou zbraní zničeni. Tým SG-1 zde našel a použil Archu pravdy na převora. Tím přiměl všechny ostatní převory v galaxii, aby v Orie nadále nevěřili.